# Brenda Milner

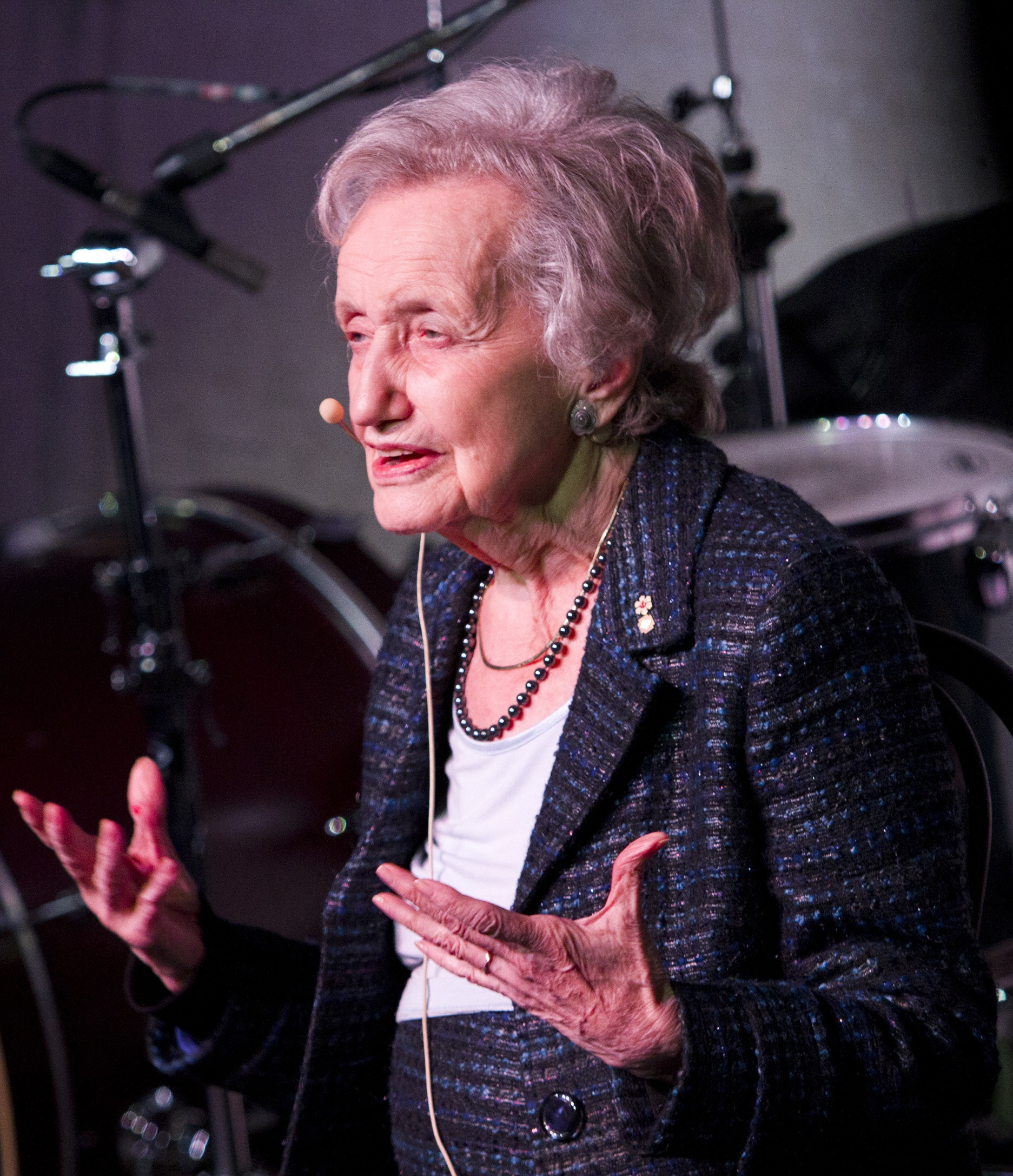
Brenda Milner (2011)

Brenda Milner, CC, GOQ, FRS (* als Brenda Langford am 15. Juli 1918 in Manchester) ist eine britisch-kanadische Neuropsychologin, die eine Pionierin in den kognitiven Neurowissenschaften ist.

## Leben
Milner, Tochter eines Musikkritikers und einer Sängerin, studierte am Newnham College in Cambridge zunächst Mathematik und dann experimentelle Psychologie bei Frederic Bartlett und Oliver Zangwill mit dem Bachelor-Abschluss 1939. Im Zweiten Weltkrieg arbeitete sie als Psychologin für das Militär, zum Beispiel bei Eignungstests für Piloten. 1944 heiratete sie den Elektrotechniker Peter Milner und zog mit ihm nach Kanada, da er dort im Rahmen des Atombombenprojekts beschäftigt war. Ab 1950 war sie an der McGill University und am Montreal Neurological Institute (MNI), an der sie Tests und Untersuchungen an Patienten von Wilder Penfield unternahm, die wegen Epilepsie operiert worden waren. 1952 wurde sie bei Donald O. Hebb promoviert. Später war sie Dorothy J. Killam Professor für Neurologie und Neurochirurgie.

## Werk
1957/58 veröffentlichte sie zusammen mit den beteiligten Neurochirurgen und Neurologen bahnbrechende Arbeiten über neuropsychologische Befunde bei Patienten nach Epilepsiechirurgie. Ihr bekanntester Patient ist H.M. Diesem waren 1953 durch William Scoville (1906–1984) die medialen Bereiche beider Temporallappen (Schläfenlappen) des Gehirns entfernt worden, was die Überführung von Informationen ins Langzeitgedächtnis verhinderte. Einige Gedächtnisformen funktionierten aber und er konnte sich auch an Gedächtnisinhalte aus der Zeit vor der Operation erinnern. Obwohl sie drei Jahrzehnte mit ihm arbeitete, konnte er sich nie an ihren Namen erinnern. Milners Arbeiten waren von großer Bedeutung für die Gedächtnisforschung. Sie unterschied mehrere Arten von Gedächtnis und verortete sie in bestimmten Hirnregionen.
Aus ihren systematischen Untersuchungen von H.M. leitete Milner drei wichtige Grundsätze über die biologische Basis komplexer Erinnerungen ab:
1. Das Gedächtnis ist eine eindeutig bestimmte Funktion des Geistes, klar unterschieden von anderen perzeptiven, motorischen und kognitiven Fähigkeiten.
2. Der Inhalt des Kurzzeit- und des Langzeitgedächtnisses können separat gespeichert werden. Der Verlust des medialen Temporallappens, insbesondere der Verlust des Hippocampus, zerstört die Fähigkeit, neue Inhalte des Kurzzeitgedächtnisses in das Langzeitgedächtnis zu überführen.
3. Zumindest eine Gedächtnisart ist an bestimmte Hirngebiete gebunden. Der Verlust von Gehirnsubstanz im medialen Temporallappen und im Hippocampus führt zu massiven Beeinträchtigungen der Fähigkeit, neue Langzeiterinnerungen anzulegen, während sich Verluste anderer Gehirnregionen nicht auf das Gedächtnis auswirken.[3]

Sie war auch daran beteiligt, die Verteilung der Funktionen auf rechte und linke Gehirnhälften und das Zusammenspiel beider Hirnhälften zu erforschen.

## Auszeichnungen (Auswahl)
- 1979: Karl Spencer Lashley Award
- 1983: Prix Izaak-Walton-Killam
- 1984: Offizier des Order of Canada
- 1985: Offizier des Ordre national du Québec, ab 2009 Großoffizier
- 1985: Prix Noël-Mailloux (Psychologie)
- 1987: Ralph-W.-Gerard-Preis
- 1993: Prix Wilder-Penfield
- 1995: Médaille McLaughlin
- 1995: Neuronal Plasticity Prize
- 1997: Temple de la renommée médicale canadienne
- 2002: Prix Michel-Sarrazin
- 2004: Companion des Order of Canada
- 2004: NAS Award in the Neurosciences
- 2005: Prix Gairdner
- 2009: Balzan-Preis für Kognitive Neurowissenschaften[4]
- 2011: Pearl Meister Greengard Prize
- 2014: Dan-David-Preis
- 2014: Kavli-Preis in Neurowissenschaften

Sie ist Mitglied der Royal Society of Canada, der American Academy of Arts and Sciences, der Royal Society, der Norwegischen Akademie der Wissenschaften und der National Academy of Sciences.

## Publikationen
- mit W. B. Scoville: Loss of recent memory after bilateral hippocampal lesions. In: J Neurol Neurosurg Psychiatry. 20, 1957, S. 11–21. Scoville_Milner (1957).pdf
- Psychological defects produced by temporal lobe excision. In: Proceedings of the Association for Research in Nervous and Mental Diseases. 36, 1958, S. 244–257.
- mit S. Corkin und H. Teuber: Further analysis of the hippocampal amnesic syndrome:  14-year follow-up study of H.M. In: Neuropsychologia. 6, 1968, S. 215–234.
- Disorders of learning and memory after temporal lobe lesions in man. In: Clin. Neurosurg. 19, 1972, S. 421–466.
- mit Larry Squire und Eric Kandel: Cognitive neuroscience and the study of memory. In: Neuron. 20, 1998, S. 445–468.

### Neuere Publikationen über den Patienten H. M. von anderen Autoren
- Suzanne Corkin u. a.: H. M.’s Medial Temporal Lobe Lesion: Findings from Magnetic Resonance Imaging. In: The Journal of Neuroscience. 17(10), 15. Mai 1997, S. 3964–3979.
- G. O’Kane, Elizabeth Kensinger, S. Corkin: Evidence for semantic learning in profound amnesia: An investigation with the patient H.M. In: Hippocampus. 14, 2004, S. 417–425.
- S. Corkin: What's new with the amnesic patient H.M.? In: Nature Reviews Neuroscience. 3, 2002, S. 153–160.
- D. H. Salat u. a.: Neuroimaging H.M.: A 10-Year Follow-Up Examination. In: Hippocampus. 16, 2006, S. 936–945.
- V. D. Bohbot, S. Corkin: Posterior parahippocampal place learning in H.M. In: Hippocampus. 17, 2007, S. 863–872.
- B. Preilowski: Erinnerung an einen Amnestiker (und ein halbes Jahrhundert Gedächtnisforschung). In: Fortschritte der Neurologie – Psychiatrie. 77(10), 2009, S. 568–576.